# Nika Razinger
Nika Razinger, née le 5 octobre 1993 à Jesenice, est une championne de ski de fond (fondeuse) slovène.

## Carrière
Membre du TSK Bled, Razinger dispute sa première course officielle junior en 2007 et ses premiers championnats du monde junior en 2010.
En 2012 à Erzurum, elle remporte le titre mondial junior du skiathlon.
Elle fait ses débuts en Coupe du monde en décembre 2013 à Davos où elle a passé le cap des qualifications (26e finale). Après les Jeux olympiques 2014 où elle est 27e du sprint et 60e du 10 km classique, elle se classe treizième du sprint de Lahti. En janvier 2015, elle atteint sa première demi-finale en sprint au niveau mondial à Rybinsk (12e).
Également, elle est deux fois sixième aux Championnats du monde des moins de 23 ans en 2014 et 2016, sur le sprint.
Elle est aussi présente aux Jeux olympiques d'hiver de 2018 après une année 2017 blanche, terminant 52e du sprint et 69e du dix kilomètres. Elle prend sa retraite sportive à l'issue de la saison 2017-2018.

## Palmarès

### Jeux olympiques
| Épreuve / Édition   | Sprint                           | Sprint                           | 10 km                            | 10 km                            | Skiathlon 2 × 7,5 km | 30 km | Relais | Relais   |
| Épreuve / Édition   | libre                            | classique                        | libre                            | classique                        | Skiathlon 2 × 7,5 km | 30 km | Sprint | 4 × 5 km |
| JO 2014 Sotchi      | 27e                              | Épreuve inexistante à cette date | Épreuve inexistante à cette date | 60e                              | —                    | —     | —      | —        |
| JO 2018 Pyeongchang | Épreuve inexistante à cette date | 52e                              | 69e                              | Épreuve inexistante à cette date | —                    | —     | —      | —        |

Légende :
- : pas d'épreuve
- — : Non disputée par la fondeuse

### Championnats du monde
| Édition \ Épreuve  | Sprint classique | Sprint libre                     | 10 km classique                  | 10 km libre | Skiathlon 15 km | 30 km | Sprint par équipes | Relais 4 × 5 km |
| ------------------ | ---------------- | -------------------------------- | -------------------------------- | ----------- | --------------- | ----- | ------------------ | --------------- |
| Val di Fiemme 2013 | 53e              | Épreuve inexistante à cette date | Épreuve inexistante à cette date |             | 54e             |       |                    |                 |
| Falun 2015         | 41e              | Épreuve inexistante à cette date | Épreuve inexistante à cette date |             |                 |       | 9e                 |                 |

### Coupe du monde
- Meilleur classement général : 49e en 2016.
- Meilleur résultat individuel : 12e.

#### Classements en Coupe du monde
| Année/Classement | Année/Classement | Général | Général | Distance | Distance | Sprint | Sprint | Tour de ski depuis 2007 | Finales/Ski Tour Canada depuis 2008 | Nordic Opening depuis 2011 |
| ---------------- | ---------------- | ------- | ------- | -------- | -------- | ------ | ------ | ----------------------- | ----------------------------------- | -------------------------- |
| Année/Classement | Année/Classement | Class.  | Points  | Class.   | Points   | Class. | Points | Tour de ski depuis 2007 | Finales/Ski Tour Canada depuis 2008 | Nordic Opening depuis 2011 |
| 2014             | 2014             | 80e     | 37      | -        | -        | 50e    | 37     | -                       | —                                   | -                          |
| 2015             | 2015             | 84e     | 77      | -        | -        | 44e    | 36     | -                       | Épreuve inexistante à cette date    | -                          |
| 2016             | 2016             | 49e     | 68      | -        | -        | 31e    | 68     | Abandon                 | Abandon                             | 64e                        |
| 2018             | 2018             | 90e     | 11      | -        | -        | 62e    | 11     | -                       | —                                   | Abandon                    |

### Championnats du monde junior
- Erzurum 2012 :
  -  Médaille d'or en skiathlon.
  -  Médaille de bronze en relais.